# Історія освоєння мінеральних ресурсів Канади

Історія освоєння мінеральних ресурсів Канади
Перші дані про мінерали Канади одержані французьким дослідником Ж.Картьє в 1534  р. У XVI ст. поселенцями виявлене розсипне золото в долині річки Св. Лаврентія, старателі починають його видобуток. У XVII ст. в примор'ї виявлені поклади срібних руд та самородної міді (експедиція С.Шамплейна). У 1672 р. відкрито родовище вугілля на острові Кейп-Бретон, яке розроблялося ще і в XX ст. Тут збереглися сліди першої вугільної шахти Північної Америки. У 1686 р. в провінції Онтаріо виявлені поклади свинцево-срібних руд, а з 1737 р. в окрузі Сен-Моріс (Квебек) почали виплавляти чавун.
У 1842 р. створена Геологічна служба Канади, яка забезпечила геологічне вивчення території країни. В результаті її діяльності відкриті великі родовища вугілля, золота, міді, нікелю, перше родовище нафти Ойл-Спрінгс в провінції Онтаріо (1865 р.), сіль, азбест та інше. Видобуток вугілля в останній чверті XIX ст. сягав приблизно 2,5 млн т на рік (головним чином з родовищ провінції Британська Колумбія та острова Кейп-Бретон). Винайдення розсипного золота на річках Фрейзер і Томпсон (Британська Колумбія, 1858 р.), та родовища Мадок (Квебек, Онтаріо, 1866 р.) призвело до т.зв. «першої канадської золотої лихоманки», а відкриття багатих мідних руд в Росленді (1889 р.) — до «мідного буму» і створення металургії кольорових металів. Останньому сприяла розробка (з 1918 р.) свинцево-цинкових руд в Стьюарті.
Широку відомість отримало відкриття в 1897 р. нового золотоносного району на Північному Заході Канади, який отримав назву за річкою Клондайк (права притока Юкону). Багаті розсипні родовища притягували шукачів золота з усього світу. Головним центром розробок стало місто Доусон, куди спрямовувався рух тисяч старателів (нескінченні ланцюжки людей на білому тлі полярних гір отримали назву «чорних змій», які «сповзалися» в Доусон). Родовище повністю відпрацьовано до 1963 р.
В 1920-х роках почали розробляти золоті і мідні руди в районі Норанда-Руен (Квебек); золоті руди в Ред-Лейк (Онтаріо), нікелеві (Манітоба), розширили видобуток азбесту на найбільшому у світі родовищі в Північних Аппалачах. У другій половині XX ст. Канада залишалася однією з найпотужніших гірничодобувних країн світу, видобувала понад 60 видів мінеральної сировини та експортувала 40% від обсягів видобутку.
В кінці XX ст. у загальних запасах промислово розвинених країн Заходу, на частку Канади припадало 16% урану, 14% залізняку, 20% ільменіту, 9% нікелю, 8% кобальту, 29% вольфраму, 6% міді, 22% цинку, по 14% молібдену і свинцю, 50% азбесту, 90% калійних солей. Сучасна Канада має високорозвинену гірничодобувну промисловість і належить до числа провідних країн Заходу з видобутку руд нікелю, цинку, молібдену, кобальту, платини, міді, свинцю, урану, срібла, золота, азбесту, калійних солей, сірки, природного газу, гіпсу. На частку Канади в 1990-х роках припадало близько 15% сукупних потужностей промислово розвинених країн Заходу з видобутку неенергетичної сировини, в тому числі 22% підземних рудників річною потужністю понад 3 млн т руди кожний і 8% кар’єрів тієї ж потужності. Країна забезпечує внутрішні потреби в більшості видів мінеральної сировини і експортує азбест, руди цинку, нікелю, свинцю, заліза, міді, калійних солей, срібла, нафту, газ і інш. Канада ввозить руди марганцю, хрому, олова, боксити і фосфатні руди. У 1994 р. вартість видобутої в Канаді мінеральної сировини становила 26 млрд кан. дол.; загальна кількість робочої сили, зайнятої в гірничодобувній промисловості — 338 тис. чол.
Підготовку кадрів гірничо-геологічного профілю в країні сьогодні здійснюють в Королівському гірничому коледжі при Університеті в Калгарі (1910 р.), на відділі гірничої справи та металургії університету в Галіфаксі (1907 р.), а геологів готують також в університетах Оттави (1848 р.), Едмонтона (1906 р.), Британської Колумбії (1908 р.), Зах. Онтаріо (1878 р.), в Лаврентійському університеті (1960 р.) та інш.